# Децим Юній Брут Сцева (консул 325 року до н. е.)
Децим Юній Брут Сцева (лат. Decimus Junius Brutus Scaeva; близько 370 до н. е. — після 313 до н. е.) — політичний, державний та військовий діяч Римської республіки, консул 325 року до н. е.

## Життєпис
Походив з впливового плебейського роду Юніїв. У 339 році до н. е. його призначив своїм наступником — начальником кінноти диктатор Квінт Публілій Філон. У 325 році до н. е. обрано консулом разом з Луцієм Фурієм Каміллом. Того року тривала Друга Самнітська війна. Брут командував у війні проти міста Вестіна, взяв штурмом міста Кутін і Цінгілію.
У 313 році до н. е. його призначено одним з тріумвірів для виведення латинської колонії у м. Сатікула (область Самніум). Про подальшу долю немає відомостей.

## Родина
- Децим Юній Брут Сцева, консул 292 року до н. е.